# Cerro Cordillera

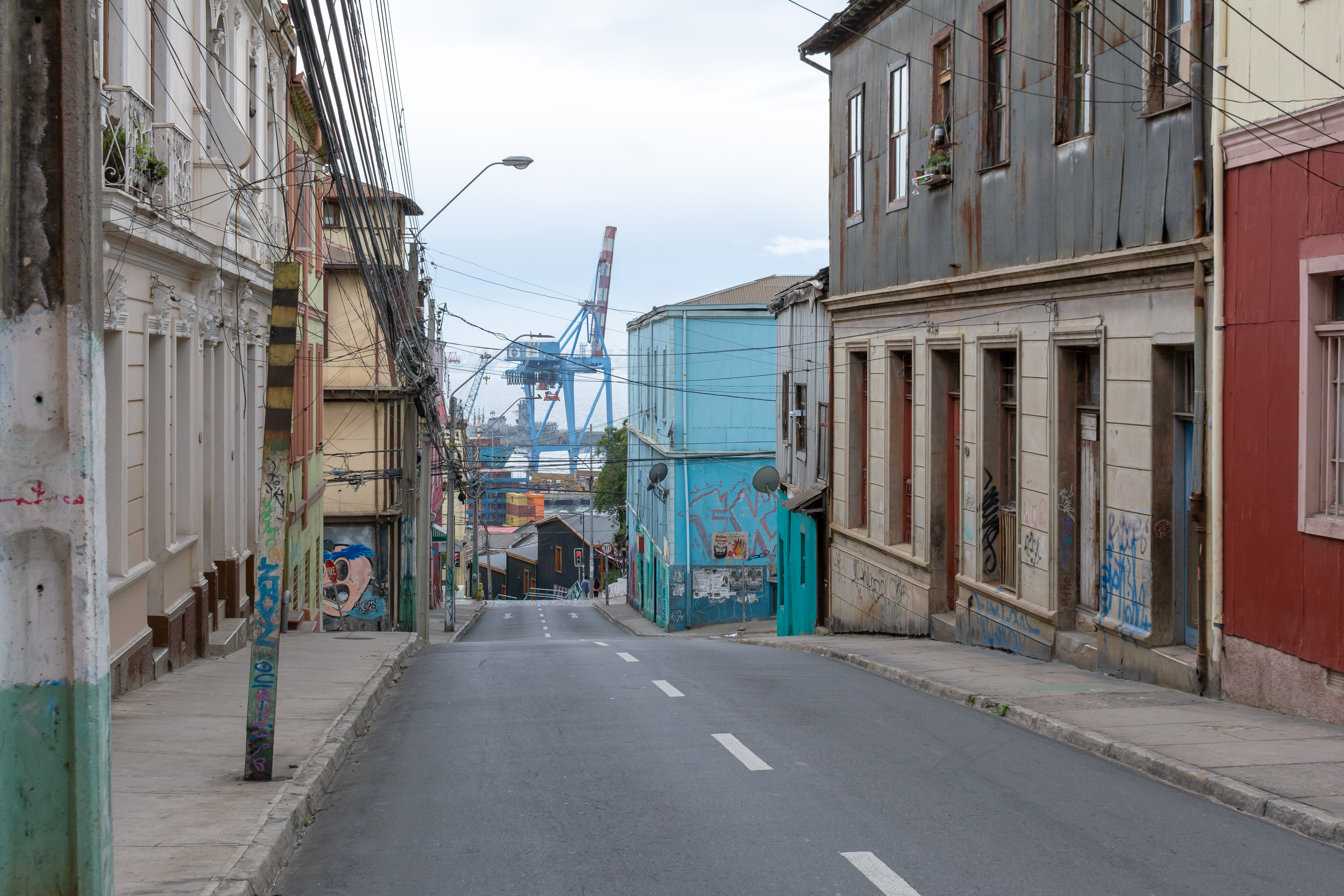
Subida Castillo en el cerro Cordillera.

El cerro Cordillera es uno de los 42 cerros de la ciudad de Valparaíso, Chile. Está ubicado sobre el Barrio Puerto, teniendo como base la tradicional calle Serrano.

## Historia
En este cerro, uno de los primeros que fue poblado en la ciudad, se construyeron las primeras fortificaciones y residieron las principales autoridades. Una de las fortificaciones levantadas fue el castillo San José, entre 1682 y 1692, donde habitaba el gobernador. Durante esa época también se encontraban aquí la gobernación, la cárcel, la aduana y los cuarteles.
En agosto de 2001 es declarado Zona Típica el sector comprendido entre las calles Clave, Castillo, José Tomás Ramos y Sócrates. Entre las cualidades destacadas están su condición topográfica, sus miradores con vista a los sectores históricos de la ciudad y su presencia frente a la también zona típica Plaza Sotomayor. Además alberga dos monumentos históricos, como lo es el castillo San José y el ascensor Cordillera (planta superior).
La zona inferior del cerro, que incluye el castillo San José, es parte del área declarada Patrimonio de la Humanidad por la Unesco en 2003.

## Lugares de interés

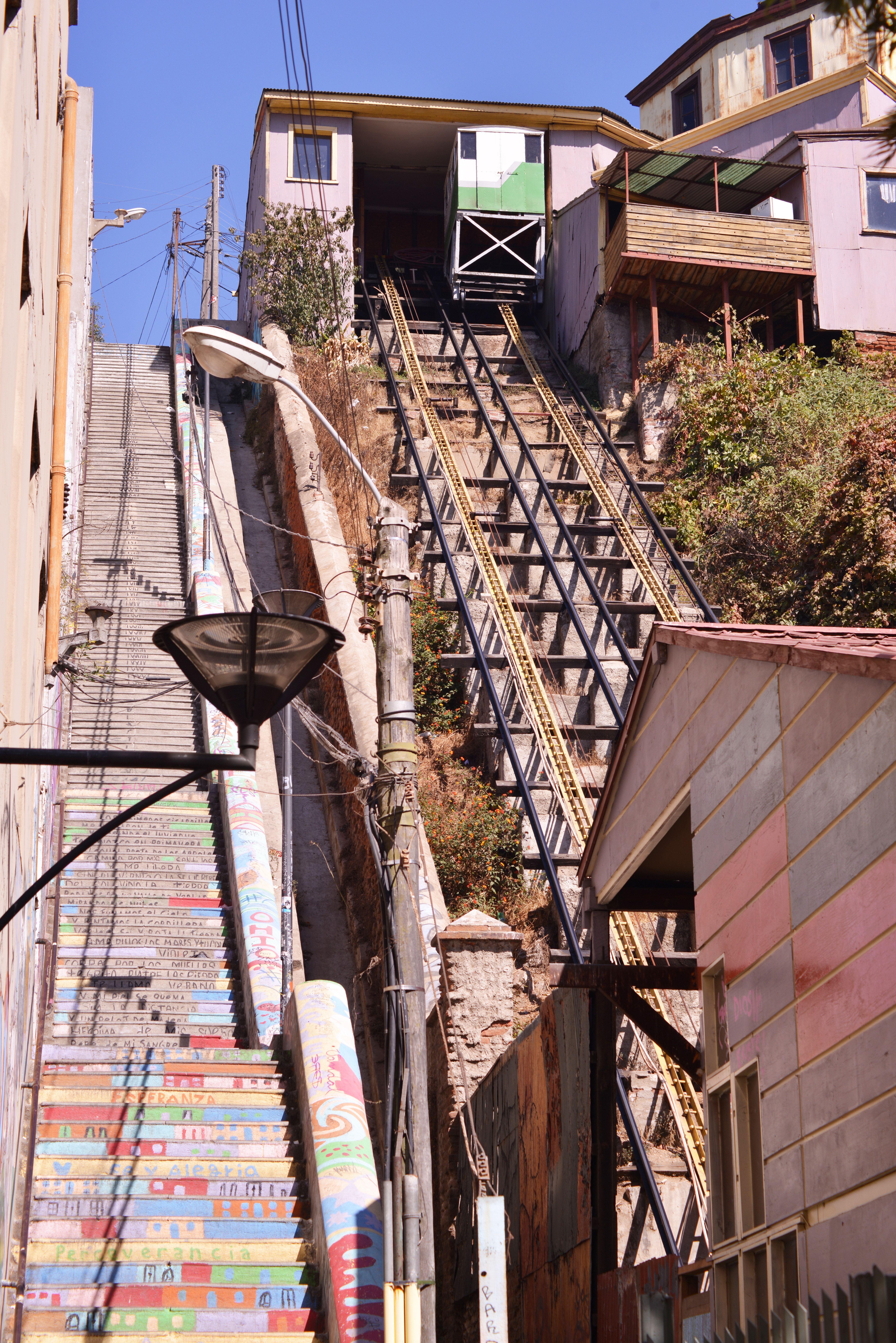
Escalera Cienfuegos y Ascensor Cordillera, principales vías de acceso peatonal hacia el cerro.

- Ascensor Cordillera (MN): Construido en 1886, es el segundo más antiguo tras el Concepción.
- Ascensor San Agustín (MN): Construido en 1913 para complementar la labor del ascensor Cordillera.
- Castillo San José (MN): Fuerte construido en la colonia, inaugurado en 1692. En 1840, los terrenos donde estuvo el Castillo fueron loteados y vendidos en subasta pública. La construcción que hoy está en pie pertenecía a Juan Mouat, inmigrantes escocés, en la cual instalaba en 1843 el primer observatorio astronómico del país. En 1963, gracias a la gestión de Sara Vial y Pablo Neruda, es declarada Monumento Histórico Nacional, denominándola erradamente Castillo San José. Posteriormente, la casa funcionaba por unos años como Museo Lord Cochrane, el cual nunca ha vivido en esta casona patrimonial.[4]
- Plaza Eleuterio Ramírez: Emplazada en un sector donde convergen la escalera Cienfuegos, el ascensor Cordillera y la calle Castillo, siendo la zona más importante del cerro.
- Población Obrera La Unión: Ubicada en calle Castillo 773, su construcción comenzó en 1870 a cargo del arquitecto Fermín Vivaceta. En sus inicios albergaba sindicatos y mutuales obreras. En 1898 es comprado por la benefactora porteña Juana Ross Edwards para transformarlo en la primera vivienda social para obreros en Chile.[5]